# 1329 Eliane
1329 Eliane (1933 FL) là một tiểu hành tinh vành đai chính được phát hiện ngày 23 tháng 3 năm 1933 bởi Delporte, E. ở Uccle.